# Manu Torres
Manuel Torres Caturla (Torremolinos, 14 agosto 1989) è un ex calciatore spagnolo, di ruolo difensore.

## Carriera

### Club
È stato promosso nella prima squadra del Malaga nella stagione 2009-2010, facendo il suo debutto nella Primera División il 30 agosto 2009 contro l'Atlético Madrid, segnando anche uno dei 3 gol fatti dal Málaga in quella partita, finita con una vittoria per 3 a 0.